# Палеес, Александр Романович
Алекса́ндр Рома́нович (Руви́мович) Па́леес (8 марта 1930 — 1 сентября 2003) — советский и российский актёр и театральный режиссёр. Народный артист РСФСР (1978).

## Биография
В 1947—1948 годах учился в театральной студии при драматическом театре в городе Горьком. Окончил Горьковское театральное училище (1948—1951). С 1950 года — актёр Нижегородского театра юного зрителя.
Сыграл в театре и кино более 300 ролей. Дебютировал в спектакле «Пятнадцатилетний капитан» (1950).
Похоронен на Бугровском кладбище Нижнего Новгорода
Учреждена премия имени Александра Палееса «Актёрская режиссура».

## Награды и премии
- заслуженный артист РСФСР (1967)
- народный артист РСФСР (1978)
- медаль «За доблестный труд. В ознаменование 100-летия со дня рождения Владимира Ильича Ленина»
- областная Пушкинская премия (1999)
- первый лауреат Нижегородской премии театрального искусства «За честь и достоинство» (2003)

## Роли в театре
- «Пятнадцатилетний капитан» по Ж. Верну (1950)
- Миша — «Место в жизни» М. Ф. Шатрова
- Петя — «Чудесный сплав» В. Киршона (1970)
- Александр Пушкин — «Когда в садах лицея…» В. Балашова (1960)
- Лаунс — «Два веронца» В. Шекспира
- Александр Пушкин — «Бал» А. Хазанова
- Александр Пушкин — «Живых надеждою поздравим» (1988)
- Мальволио — «Двенадцатая ночь» В. Шекспира
- кардинал Ришельё — «Три мушкетёра» А. Дюма
- Репников — «Прощание в июне» А. В. Вампилова
- Юсов — «Доходное место» А. Н. Островского
- Старейшина — «Песнь о Данко» по М. Горькому
- Тарталья — «Принцесса Турандот»
- господин Журден — «Мещанин во дворянстве» Мольера
- Еремеев — «Валентина» («Прошлым летом в Чулимске») А. В. Вампилова
- Фирс — «Вишнёвый сад» по А. П. Чехову (2003)

## Режиссёр спектаклей
- «Валентин и Валентина» по М. Рощину
- «104 страницы про любовь» по Э. Радзинскому
- «Чудесный сплав» по В. Киршону
- «С любимыми не расставайтесь» по А. Володину
- «Крылья Дюймовочки» по Б. Заходеру
- «Анна Снегина» по С. Есенину
- «Не покидай» по Г. Полонскому
- «Не хочу учиться, хочу жениться» («Недоросль») по Д. Фонвизину

## Фильмография
| Год  |     | Название                 | Роль                       |
| ---- | --- | ------------------------ | -------------------------- |
| 1963 | ф   | Синяя тетрадь            | Яков Михайлович Свердлов   |
| 1965 | ф   | Пока я жив               | Яков Михайлович Свердлов   |
| 1965 | ф   | Сколько лет, сколько зим | Кушель                     |
| 1967 | ф   | Разбудите Мухина!        | Александр Сергеевич Пушкин |
| 1969 | тф  | Снова осень              | Александр Сергеевич Пушкин |
| 1969 | тф  | Элегия                   | Александр Сергеевич Пушкин |
| 1976 | кор | Ералаш                   | Александр Сергеевич Пушкин |